# جائزة فلم فير جنوب
جوائز Filmfare South هي الجزء الجنوبي الهندي من جوائز Filmfare السنوية، التي تقدمها مجلة Filmfare من The Times Group لتكريم كل من التميز الفني والتقني للمهنيين في صناعة السينما الهندية التي تشمل أربع لغات ، وهي التيلجو والتاميل والمالايالامية والكانادا. تم تقديمها في عام 1954 ، حول الأفلام التي تم إصدارها في 1952-53 وجوائز فيلم فير [1] التي اعترفت في البداية بصناعة السينما الهندية. في عام 1964 ، تم تمديد الجوائز في التيلجو والتاميل والبنغالية والماراثية ، حول الأفلام التي تم إصدارها في عام 1963. وجاء إدراج السينما المالايالامية في الجوائز في عام 1967 بينما تم الاعتراف بالسينما الكانادية في عام 1970. تم منح كل صناعة مجموعتها الخاصة من الإبداع الجوائز في الاحتفالات السنوية التي عقدت في الغالب في حيدر أباد وتشيناي. قبل عام 1976 ، كانت وظيفة الجائزة تقام في مومباي جنبًا إلى جنب مع الجوائز الهندية. من عام 1976 ، تم فصل جوائز فيلم المنطقة الجنوبية عن الهندية وانتقلت إلى تشيناي. يحمل عدي كيران الرقم القياسي لكونه أصغر ممثل يفوز بجائزة أفضل ممثل.